# 大明天地
大明天地是朝鮮王朝在1674年左右用过的標語，表示奉明朝为大国，以视对明朝的纪念。曾在一段时间内被朝鮮王朝私下使用。

## 標語內容
- 大明天地 崇禎日月（대명천지 숭정일월）: 朝鲜自意的石刻事大文字。